# Qi Hong
Qi Hong (chiń. 祁宏; pinyin Qí Hóng; ur. 3 czerwca 1976 roku w Szanghaju) – chiński piłkarz występujący na pozycji pomocnika.

## Kariera klubowa
Qi Hong zawodową karierę rozpoczynał w 1995 roku w Shanghai Shenhua. W debiutanckim sezonie rozegrał dla niego czternaście spotkań i strzelił sześć bramek w pierwszej lidze chińskiej. Razem ze swoim zespołem Qi Hong odnosił wiele sukcesów. Dwa razy sięgnął po tytuł mistrza Chin (1995, 2003), siedem razy został wicemistrzem Chin (1996, 1997, 1998, 2000, 2001, 2005, 2006), jeden raz wywalczył Puchar Chin (1998) i trzy razy zdobył Superpuchar Chin (1996, 1999, 2002). W 1995 roku, kiedy dziewiętnastoletni Hong wywalczył pierwsze w swojej karierze mistrzostwo kraju, on oraz Fan Zhiyi i Xie Hui zostali nazwani "Trzema Muszkieterami". Przez dwanaście sezonów spędzonych w Szanghaju Qi w rozgrywkach ligowych rozegrał 202 spotkania i zdobył 32 gole. Piłkarską karierę zakończył w 2006 roku.

## Kariera reprezentacyjna
Razem z reprezentacją Chin Qi Hong w 2000 roku zajął czwarte miejsce w Pucharze Azji. Na turnieju wychowanek Shanghai Shenhua strzelił trzy bramki - w wygranym 4:0 meczu grupowym z Indonezją, w zwycięskim 3:1 spotkaniu ćwierćfinałowym przeciwko Katarowi oraz w przegranym 2:3 półfinałowym pojedynku z Japonią. Następnie Qi Hong został powołany przez Borę Milutinovica do 23-osobowej kadry reprezentacji na Mistrzostwa Świata 2002. Na mundialu Chińczycy zajęli ostatnie miejsce w swojej grupie i odpadli z turnieju. Reprezentacyjną karierę Qi Hong zakończył w 2003 roku. Dla drużyny narodowej rozegrał łącznie 39 meczów i strzelił jedenaście goli.